# フリーズポップ

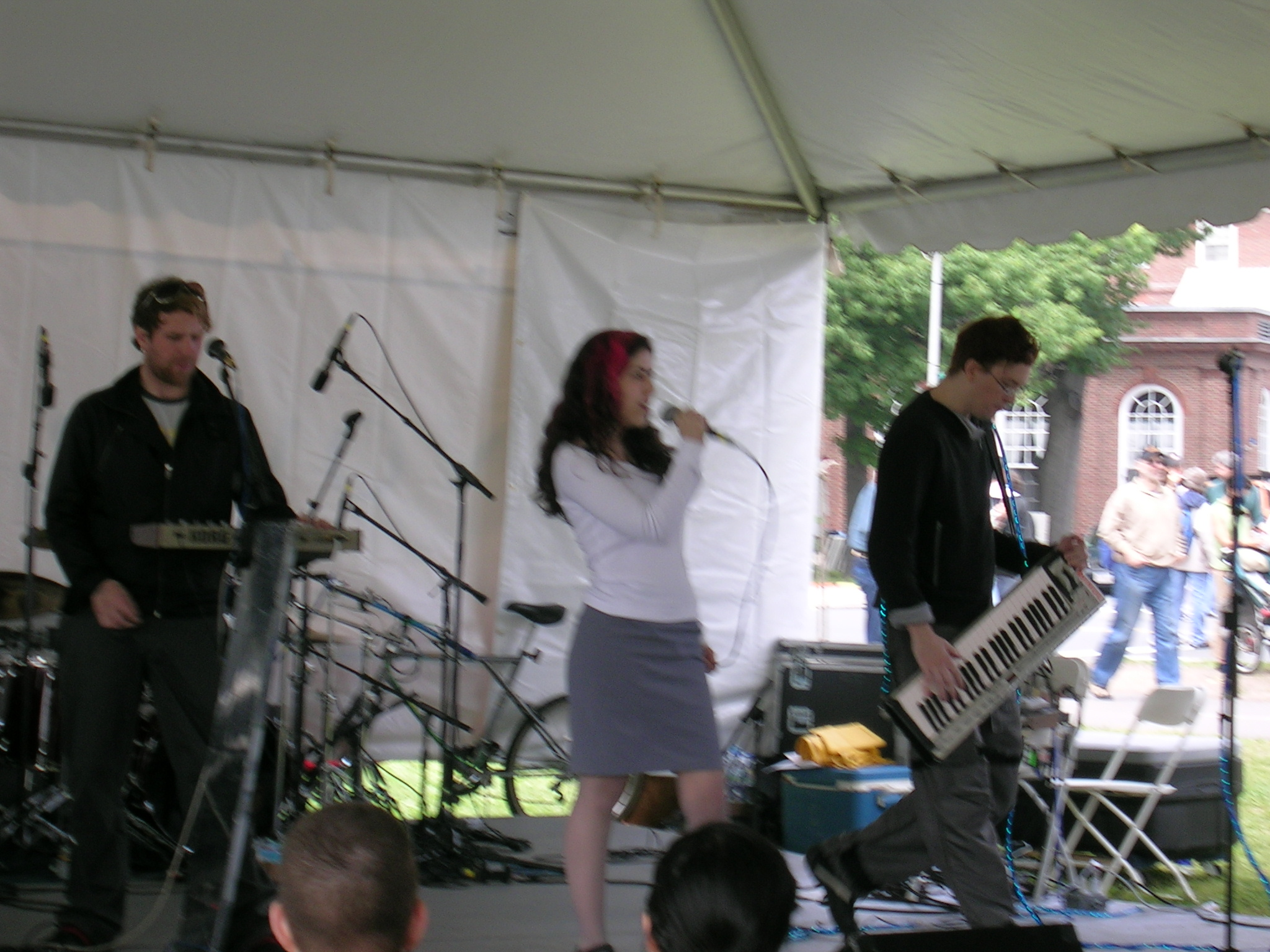
2005年当時の写真

フリーズポップ(Freezepop)は、1999年に結成された、アメリカ合衆国を中心に活動するインディーズバンド。
インディーズ・エレクトリック・ニューウェーブに属する。
主にクラブなどで活動し、アンダーグラウンドなバンドと地元マサチューセッツでは言われていたが、XboxのDance Dance Revolutionの収録曲stakeout ddr ultra mix、ギターヒーロー のget ready 2 rokk、less talk more rock、en:karaoke revolutionを通して全米に知られるようになる。
彼らの作品に『テニスのボーイフレンド』(tenisu no boifrend)という曲があるがややカタコトな日本語で歌われている。この曲ではシンセにYAMAHA QY-70が使用されており、曲調としては、ゲーム音楽や効果音のような独特な雰囲気をもつ。

## メンバー
- ボーカル：liz enthusiasm
- QY-70,vocoder:the duke of pannekoeken
- シンセサイザー,vocoder：the other sean t drinkwater

## 関連サイト
- Freezepop official website
- Freezepop on MySpace
- tenisu no boifrendo関連動画